# Озерне (Усть-Канський район)
Озерне (рос. Озёрное) — село Усть-Канського району, Республіка Алтай Росії. Входить до складу Козульського сільського поселення.
Населення — 180 осіб (2015 рік).